# Funkcja zdaniowa
Funkcja zdaniowa (inaczej predykat lub formuła zdaniowa, także forma zdaniowa) to wyrażenie językowe zawierające zmienne wolne, które w wyniku związania tych zmiennych kwantyfikatorami lub podstawienia za nie odpowiednich wartości staje się zdaniem. W ujęciu formalnym jest to funkcja, której wartościami są zdania - choć to ujęcie nie eksponuje możliwości otrzymania z funkcji zdaniowej zdania przez skwantyfikowanie jej argumentów; jeżeli w funkcji zdaniowej o wielu argumentach skwantyfikujemy część argumentów, a za część pozostałych podstawimy elementy stosownych zbiorów, to otrzymamy nową funkcję zdaniową zależną od tych argumentów, których ani nie skwantyfikowano ani nie podstawiono.
Dla funkcji (formuły) zdaniowej F(x) o jednej zmiennej wolnej x, rozważanej w zbiorze X, wprowadza się pojęcie dziedziny DX(F) lub D(F,X) funkcji zdaniowej, obejmując tą nazwą podzbiór elementów zbioru X o tej własności, że po podstawieniu w funkcji zdaniowej F(x) w miejsce zmiennej x tych elementów otrzymuje się zdanie prawdziwe lub fałszywe.
Każde równanie liczbowe i każda taka nierówność z jedną niewiadomą jest funkcją (formuła) zdaniową, której dziedziną jest pewien zbiór liczb. Każde równanie z dwiema lub więcej niewiadomymi jest funkcją zdaniową, której dziedziną jest zbiór par lub trójek lub odpowiednio większej liczby argumentów. Jeżeli zdanie F(a) jest prawdziwe, to mówi się, że element a spełnia funkcję zdaniową F(x). Zbiór elementów zbioru X spełniających daną funkcję zdaniową nazywa się ekstensją funkcji zdaniowej lub wykresem formuły zdaniowej w X.

## Przykład
Funkcja zdaniowa x>2 zamienia się w zdanie dla tych x, dla których ten zapis ma sens. Wszelkie liczby rzeczywiste należą więc do jej dziedziny, podczas gdy na przykład nazwa LEW lub liczba zespolona 1+2i już nie. Ekstensją natomiast jest podzbiór liczb rzeczywistych, które są większe od 2.